# Chankheli
Chankheli (en népalais : चंखेली) est une municipalité rurale du Népal située dans le district de Humla. Au recensement de 2011, elle comptait 5 517 habitants.
Elle regroupe les anciens comités de développement villageois de Darma, Mimi, Srimastha, Melchham et une partie de Gothi.